# Hippospongia nardorus
Hippospongia nardorus är en svampdjursart som först beskrevs av Lendenfeld 1886.  Hippospongia nardorus ingår i släktet Hippospongia och familjen Spongiidae. Inga underarter finns listade i Catalogue of Life.